# توری دی کوارتزولو
توری دی کوارتزولو (به ایتالیایی: Torri di Quartesolo) یک کومونه در ایتالیا است که در استان ویچنزا واقع شده‌است. توری دی کوارتزولو ۱۸ کیلومتر مربع مساحت و ۱۰٬۹۸۱ نفر جمعیت دارد و ۳۰ متر بالاتر از سطح دریا واقع شده‌است.